# Monistrol de Montserrat
Monistrol de Montserrat – gmina w Hiszpanii, w prowincji Barcelona, w Katalonii, o powierzchni 11,96 km². W 2011 roku gmina liczyła 2993 mieszkańców.